# سلنا
سلنا کوینتانیلا پرز (به اسپانیایی: Selena Quintanilla Pérez)؛ (۱۶ آوریل ۱۹۷۱–۳۱ مارس ۱۹۹۵) خواننده پاپ، ترانه‌سرا، رقاص، مدل، طراح مدل، بازیگر و تهیه‌کننده آمریکایی-مکزیکی بود که به‌عنوان ملکهٔ موسیقی تهانو شناخته می‌شد.
مشارکت وی در موسیقی و مد که «ملکه موسیقی Tejano» نامیده می‌شود، وی را به یکی از مشهورترین سرگرمی‌های مکزیکی-آمریکایی در اواخر قرن ۲۰ تبدیل کرد. مجله بیلبورد او را به عنوان پرفروش‌ترین هنرمند لاتین دهه ۱۹۹۰ معرفی کرد، در حالی که همکاری پس از مرگ وی با لوازم آرایشی MAC به پرفروش‌ترین مجموعه مشاهیر در تاریخ لوازم آرایشی تبدیل شد. رسانه‌ها او را به دلیل انتخاب لباسش «Tejano Madonna» نامیدند. او همچنین در میان تأثیرگذارترین هنرمندان لاتین در همه زمان‌ها قرار دارد و به دلیل منجنیق کردن یک ژانر موسیقی به بازار اصلی جریان دارد.
وی کوچکترین فرزند خانواده کوئینتانیلا بود و در سال ۱۹۸۱ به عنوان عضوی از گروه Selena y Los Dinos که شامل خواهر و برادر بزرگترش A.B نیز بود، در صحنه موسیقی حضور یافت. Quintanilla و Suzette Quintanilla. وی ضبط را به صورت حرفه ای از سال ۱۹۸۱ آغاز کرد. در دهه ۱۹۸۰، او اغلب مورد انتقاد قرار گرفت و به دلیل اجرای موسیقی Tejano - ژانر موسیقی تحت سلطه مردان - از رزرو در اماکن مختلف تگزاس امتناع شد. با این حال، محبوبیت او بعد از برنده شدن جایزه موسیقی Tejano برای خواننده زن سال در سال ۱۹۸۷، که ۹ بار متوالی برنده شد، افزایش یافت. او در سال ۱۹۸۹ با EMI Latin قرارداد امضا کرد و در همان سال اولین آلبوم خود را منتشر کرد، در حالی که برادرش تهیه‌کننده و ترانه‌سرا اصلی موسیقی او شد.
سلنا در ۳۱ مارس ۱۹۹۵، ۱۶ روز قبل از تولد ۲۴ سالگی، توسط یولاندا سالدیوار، دوست او و مدیر سابق بوتیک‌های سلنا و غیره مورد اصابت گلوله قرار گرفت. هنگامی که سلدیور قصد فرار داشت و تهدید به خودکشی شد، توسط پلیس در گوشه ای قرار گرفت، اما متقاعد شد که خود را رها کند. وی به جرم قتل متهم شد و پس از ۳۰ سال به حبس ابد با احتمال آزادی مشروط محکوم شد. دو هفته بعد، فرماندار تگزاس (و رئیس‌جمهور آینده ایالات متحده) جورج دبلیو بوش روز تولد سلنا را به عنوان روز سلنا در تگزاس اعلام کرد. آلبوم کراس اوور پس از مرگ او، Dreaming of You (1995)، در بالای بیلبورد ۲۰۰ آغاز به کار کرد و سلنا را به اولین هنرمند لاتین تبدیل کرد. در سال ۱۹۹۷، کمپانی برادران وارنر فیلم سلنا را دربارهٔ زندگی و حرفه وی منتشر کرد که در آن جنیفر لوپز در نقش سلنا و لوپه اونتیوروس در نقش سالدیور بازی می‌کرد. سلنا حدود ۳۰ میلیون رکورد در سراسر جهان فروخته‌است، و این وی را به یکی از پرفروش‌ترین هنرمندان زن در موسیقی لاتین تبدیل کرده‌است.

## زندگی
سلنا کوچک‌ترین فرزند یک زن و شوهر آمریکایی-مکزیکی بود
وی در ۱۶ آوریل ۱۹۷۱ در لیک جکسون تگزاس زاده شد و در ۳۱ مارس ۱۹۹۵ درگذشت.
سلنا نخستین آلبوم خود را در سن ۱۲سالگی منتشر ساخت. وی در سال ۱۹۸۷ به‌عنوان بهترین خوانندهٔ زن، برندهٔ جایزهٔ موسیقی تهانو شد. او پس از چند سال، قرارداد ضبط خود را با گروه ای‌ام‌آی منعقد کرد. پس از آن، وی در سراسر جهان و به ویژه در کشورهای اسپانیایی‌زبان شهرت پیدا کرد.
سلنا در سن ۲۳ سالگی و پس از این که توسط طرفداران «یولاندا سالدیوار» به قتل رسید، در آمریکای شمالی مشهور شد. در ۱۲ آوریل ۱۹۹۵ و پس از گذشت ۲ هفته از مرگ او، به دستور جورج دبلیو بوش، فرماندار وقت تگزاس، زادروز سلنا را در آن ایالت به‌عنوان «روز سلنا» نام‌گذاری کرد.
وارنر بروز در سال ۱۹۹۷ فیلم سلنا را براساس زندگی شخصی او و با نقش‌آفرینی جنیفر لوپز تولید کرد. زندگی سلنا همچنین مبنای موسیقی سلنا بوده‌است. در ژوئن ۲۰۰۶، جشن یادبود سلنا با نصب مجسمهٔ او در یکی از موزه‌های تگزاس همراه شد و امروزه در طول یک هفته، صدها نفر از طرفدارانش از آن بازدید می‌کنند.

## انسان دوستی
در طول کودکی، سلنا به سازمانهایی مانند Toys for Tots کمک کرد. او در جامعه لاتین ایالات متحده فعال بود و از مدارس محلی بازدید می‌کرد تا با دانش آموزان در مورد اهمیت آموزش صحبت کند. وی در دبیرستان فولمور جونیور در آستین، به دویست دانش آموز دبیرستانی در مورد نگرش‌های مثبت و تعیین اهداف زندگی در زندگی بزرگسالان آنها آموزش داد. سلنا از کودکان خواست که در مدرسه بمانند، و الکل و مواد مخدر آنها را در هیچ‌کجای زندگی سوق نخواهد داد. اوقات فراغت خود را صرف کمک به جامعه خود می‌کرد. سلنا در جشن واشینگتن دی سی برای جشن تشکیل هیئت مدیره هیسپانیک کنگره شرکت کرد. به دنبال پس از طوفان اندرو، سلنا با اجرای یک کنسرت به نفع هوستون به قربانیان در فلوریدا کمک کرد.

## آلبوم‌ها

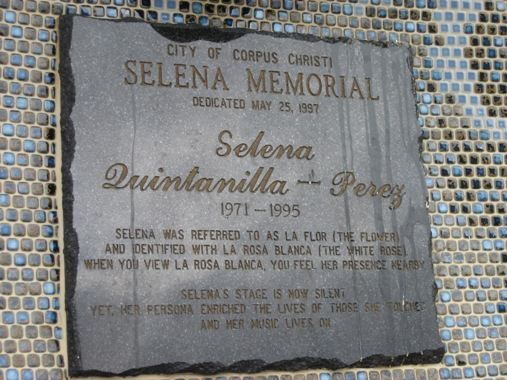

- Mis Primeras Grabaciones (۱۹۸۴)
- The New Girl in Town (۱۹۸۵)
- Alpha (۱۹۸۶)
- Muñequito de Trapo (۱۹۸۷)
- And the Winner Is... (۱۹۸۷)
- Preciosa (۱۹۸۸)
- Dulce Amor (۱۹۸۸)
- Selena (۱۹۸۹)
- Ven Conmigo (۱۹۹۰)
- Entre a Mi Mundo (۱۹۹۲)
- Selena Live! (۱۹۹۳)
- Amor Prohibido (۱۹۹۴)
- Dreaming of You (۱۹۹۵)